# アンドレ・マルティンス・デ・ソウザ
アンドレ・マルティンス・デ・ソウザ（André Martins de Sousa 、1998年2月26日 - ）は、ポルトガル・セトゥーバル出身のプロサッカー選手。CDナシオナル所属。ポジションは、ミッドフィールダー（守備的ミッドフィールダー）。

## クラブ歴
2017年9月10日、プリメイラ・リーガのスポルティング・ブラガ戦でプロデビューを果たした。
2021年7月21日、CDナシオナルに3年契約で移籍した。